# Devon GTX
Pour les articles homonymes, voir GTX.
La Devon GTX est une supercar développée par Devon Motorworks. Elle est apparue lors d'un concours d'élégance à Pebble Beach.
Elle dispose d’un V10 8,4 litres d’origine Viper, développant 650 ch. Cette voiture mesure 4 374 mm de long, 1 994 mm de large et 1 230 mm de haut et a un empattement de 2 509 mm. La production devait être limitée à 36 exemplaires par an à partir de 2010, et à son lancement, elle devait être commercialisée au prix de 500 000 dollars, mais elle n'est jamais entrée en production.

## Performances
À peine connu du grand public, Devon Motorworks annonce à l'époque que la GTX a réalisé le meilleur tour, pour une voiture de production, sur le circuit américain de Laguna Seca. Là où une Nissan GT-R « abat » le tour en 1:39.62 et une Porsche 911 Turbo en 1:39.89, la Devon aurait quant à elle bouclé le tour en 1:35.075.